# Rebel Moon – Part One: A Child of Fire
Rebel Moon – Part One: A Child of Fire is een Amerikaanse sciencefictionfilm uit 2023, geregisseerd door Zack Snyder.

## Verhaal
Een vreedzame kolonie op de maan Veldt aan de rand van de Melkweg wordt bedreigd door de legers van een tirannieke heerser genaamd Balisarius. De Moederwereld stuurde admiraal Atticus Noble daarheen om graan voor zijn leger te eisen. De wanhopige burgers sturen daarom Kora, een jonge krijger met een mysterieus verleden die zich op Veldt heeft verstopt. Ze verzamelt een team van strijders uit de hele Melkweg en neemt de boer Gunnar mee. Samen met haar strijdmakkers vecht ze tegen de legers van Balisarius, die haar terroriseren.

## Rolverdeling
| Acteur                   | Personage              |
| ------------------------ | ---------------------- |
| Sofia Boutella           | Kora                   |
| Djimon Hounsou           | Titus                  |
| Ed Skrein                | Atticus Noble          |
| Michiel Huisman          | Gunnar                 |
| Doona Bae                | Nemesis                |
| Ray Fisher               | Darrian Bloodaxe       |
| Charlie Hunnam           | Kai                    |
| Anthony Hopkins          | Jimmy (stem)           |
| Dustin Ceithamer         | Jimmy (motion capture) |
| Staz Nair                | Tarak                  |
| Fra Fee                  | Balisarius             |
| Cleopatra Coleman        | Devra                  |
| Stuart Martin            | Den                    |
| Ingvar Eggert Sigurðsson | Hagen                  |
| Alfonso Herrera          | Cassius                |
| Cary Elwes               | de koning              |
| Rhian Rees               | de koningin            |
| E. Duffy                 | Millius                |
| Jena Malone              | Harmada                |
| Sky Yang                 | Aris                   |
| Charlotte Maggi          | Sam                    |
| Corey Stoll              | Sindri                 |
| Stella Grace Fitzgerald  | prinses Issa           |
| Greg Kriek               | Marcus                 |
| Brandon Auret            | Faunus                 |
| Ray Porter               | Hickman                |
| Tony Amendola            | koning Levitica        |
| Dominic Burgess          | Dash Thif              |
| Derek Mears              | Simeon                 |
| Sisse Marie              | Astrid                 |

## Productie
De verhaallijn is geïnspireerd op het werk van Akira Kurosawa en de Star Wars-films. Het Rebel Moon-project begon aanvankelijk als een scenario-idee (een pitch) dat enige tijd na de release van Star Wars: Episode III: Revenge of the Sith (2005) aan Lucasfilm werd gepresenteerd. Het project werd geweigerd en werd opnieuw voorgesteld na de overname van 21st Century Fox door Disney. Het werd vervolgens overgenomen door Zack Snyder met de hulp van producer Eric Newman.
In november 2021 werd bekend dat Sofia Boutella was aangenomen voor een van de hoofdrollen. In februari 2022 werden Charlie Hunnam, Djimon Hounsou, Ray Fisher, Jena Malone en Doona Bae gecast. In april van datzelfde jaar voegden zich ook Cary Elwes, Corey Stoll en Michiel Huisman bij de cast.
De opnames begonnen op 19 april 2022. 
Zack Snyder deelt op 20 april 2022 de eerste beelden op zijn Twitter-account. De opnames eindigden in november van hetzelfde jaar. De opnames duurden 117 dagen en vonden plaats in Californië, waar de productie profiteerde van een aanzienlijk belastingvoordeel.

## Soundtrack
Tom Holkenborg (aka Junkie XL) componeerde de muziek voor de film. Eerder componeerde de Nederlander voor Snyder de muziek voor de films Batman v Superman: Dawn of Justice (2016), Zack Snyder's Justice League en Army of the Dead (beide 2021).

## Release
De film ging in première op 15 december 2023 in een beperkte Amerikaanse bioscooprelease en werd op 21 december 2023 uitgebracht door Netflix. Het vervolg Rebel Moon – Part Two: The Scargiver ging in première op 12 april 2024.

## Ontvangst
Op Rotten Tomatoes heeft Rebel Moon – Part One: A Child of Fire een waarde van 24% en een gemiddelde score van 4,20/10, gebaseerd op 137 recensies. Op Metacritic heeft de film een gemiddelde score van 32/100, gebaseerd op 38 recensies.